# Blå Hand

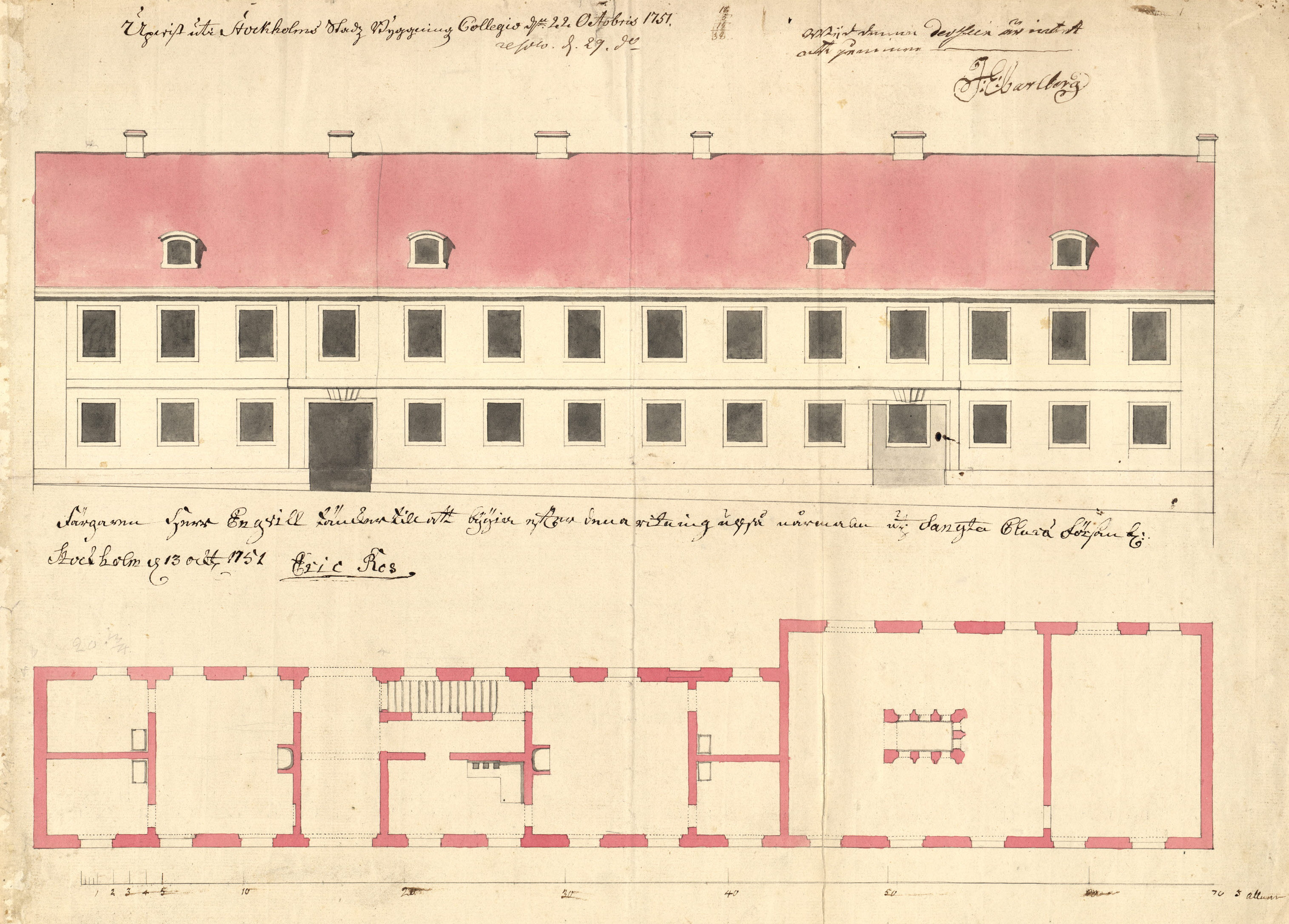
Nybyggnad färgeriet "Blå Hand" i kvarteret Gripen för färgaren Mauritz Engwiller 22 oktober 1751.

Blå Hand var namnet på flera färgerier som existerade mellan 1700- och 1900-talen på olika platser i Stockholm. Det mest kända låg i kvarteret Gripen vid dagens Mäster Samuelsgatan på Norrmalm. Färgeriet orsakade den katastrofala Klarabranden 1751 och existerade i olika skepnader och namnvarianter fram till 1880-talet. Under namnet Färgeriet Nya Blå Hand bedrevs även ett färgeri i Liljeholmen sedan mitten av 1880-talet och var verksamt i kvarteret Färgeriet fram till omkring 1963.

## Namnet

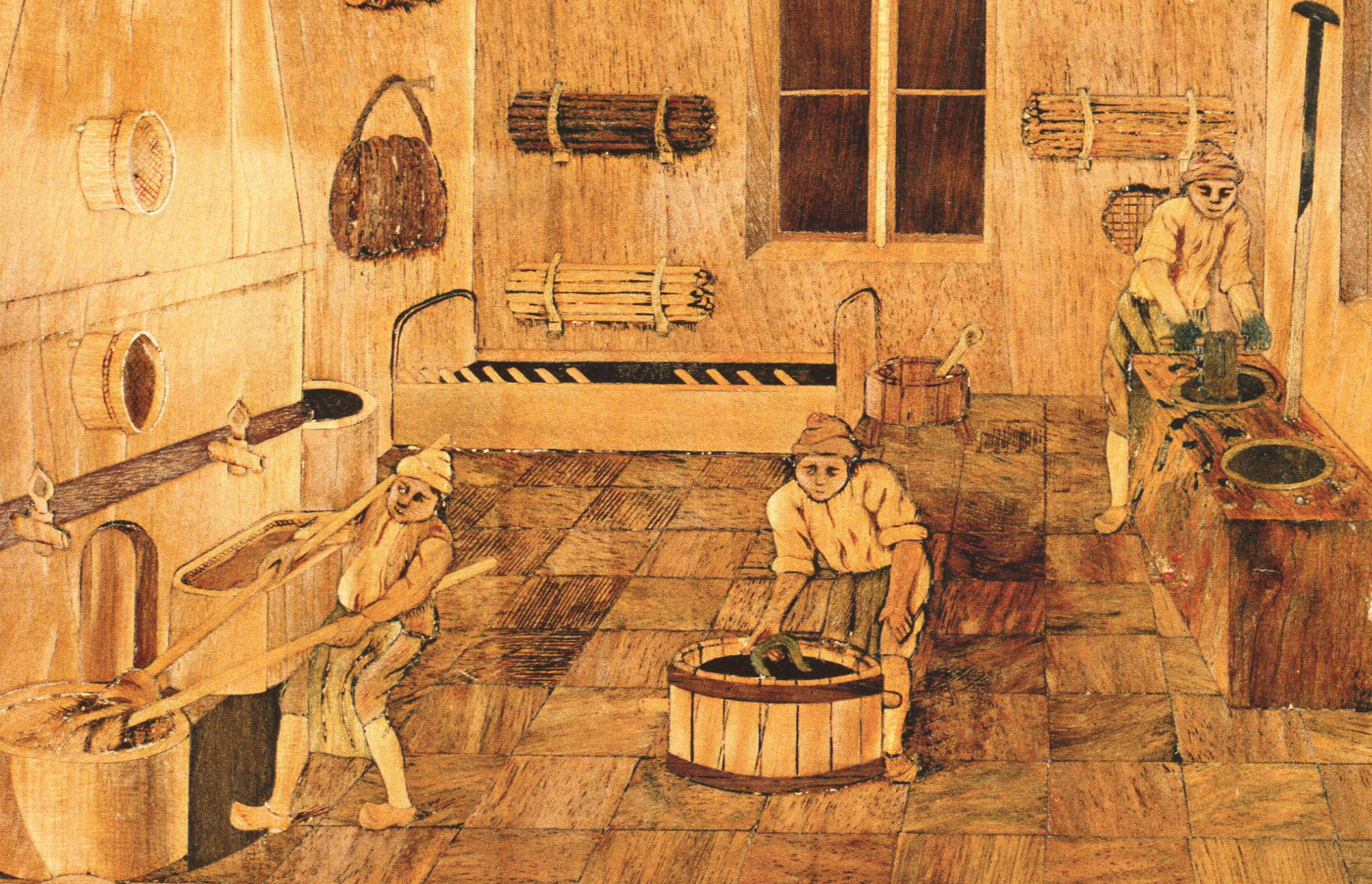
Interiör i ett silkesfärgeri 1781. Lägg märke till färgaren längst till höger som har blåfärgade händer.

Det märkliga namnet Blå Hand förklaras med att färgarna fick blåa händer när de arbetade med blåa färgämnen. Alla färgare som beredde färgbaden använde sina händer för att känna badens temperatur och kunna hantera ingredienserna. Några skyddshandskar fanns inte. Speciellt det blåa färgpigmentet indigo fastnade lätt på händerna och var svårt att bli av med. Den blåa handen var under flera hundra år ett sorts kännetecken för färgeriyrket.
Firmanamnet Blå Hand förekom även utomlands och användes exempelvis i tyska staden Trier. Där grundade blå- och skönfärgaren Johann Nicolaus Müller 1797 ett färgeri och en handel med tyger. När han från sitt färgeri beträdde butiken för att mäta upp tyger hade han ofta blåfärgade händer och kunderna kom att kalla honom och hans butik Blaue Hand. Företaget finns fortfarande kvar och säljer numera herrkonfektion under namnet Zur Blauen Hand. Även värdshuset Blaue Hand nära Frankfurt har sitt namn efter en färgarmästare och gästgivare som 1795 drev ett blåfärgeri och en liten krog på detta ställe.

## Bakgrund
På 1650-talet började färgerier etablera sig i Stockholm. Totalt fanns mellan mitten av 1600-talet och slutet på 1800-talet omkring 250 färgerier i staden som drevs av självständiga färgarmästare. Eftersom ett färgeri krävde mycket vatten var Stockholm med sina många vattendrag en bra plats att slå sig ner på. Vatten för färgerier skulle vara sött och mjukt samt helst strömt. Mälaren uppfyllde dessa krav, speciellt vid stränderna längs med Klara sjö, Riddarfjärden, Hammarby sjö samt även sjön Fatburen (så länge den var ren). År 1668 stadgades att alla uniformer skulle tillverkas i Sverige. Det gav arbete åt klädesvävarna men även åt färgarna vars uppgift var att ge uniformstygen den rätta kulören, nämligen blå.

## Den Blå Hand

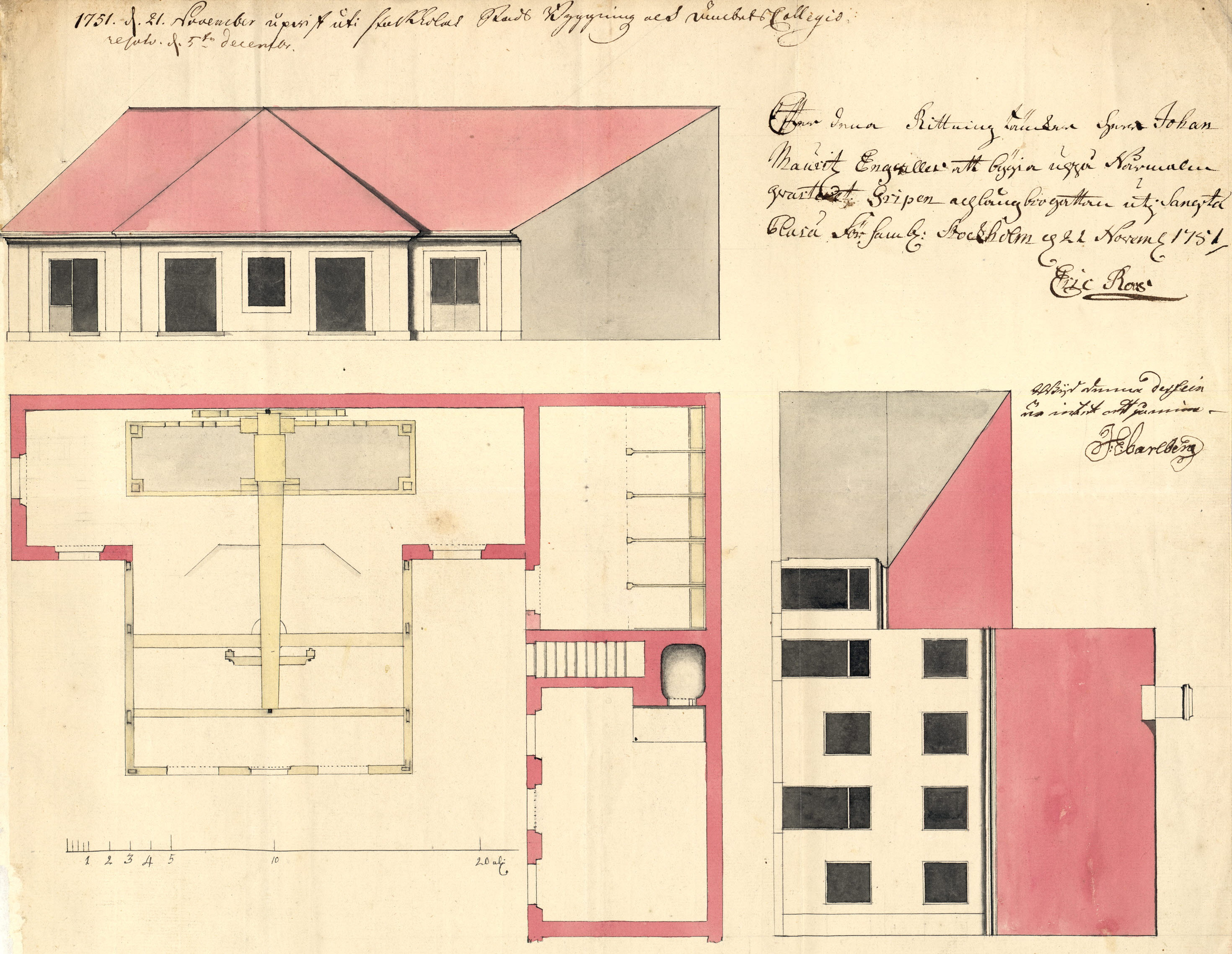
Nybyggnad för färgaren Mauritz Engwiller, stall med mangelhus, 1751.

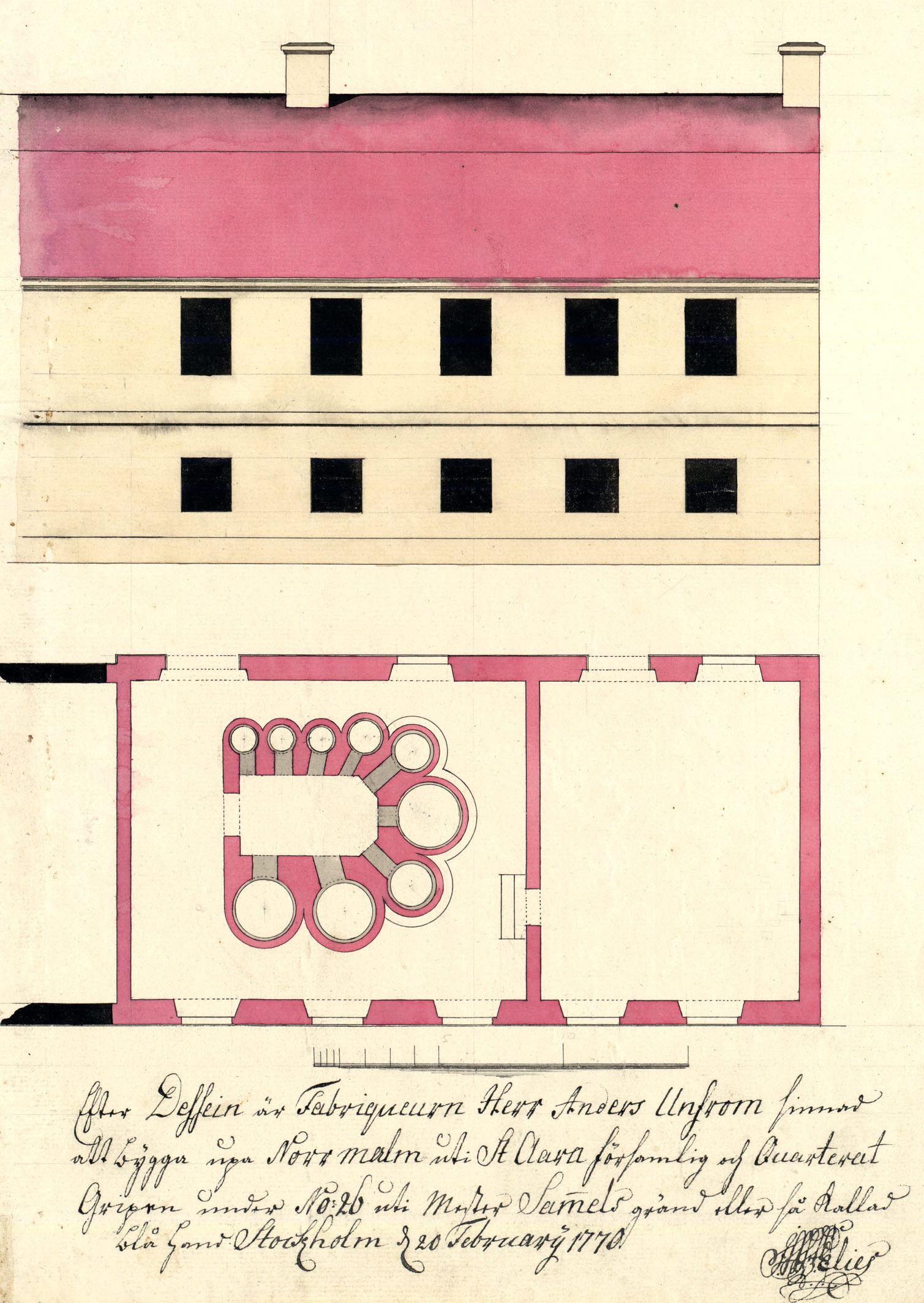
Ritning visande Andreas Unfrauns tillbyggnad av färgeriet "Blå Hand" i kvarteret Gripen, 20 februari 1770.

En av dessa blåfärgare var färgarmästaren Jacob Engwiller som 1699 fick privilegium för linnefärgning i Stockholm. Möjligtvis härstammade han från den lilla orten Engwiller på gränsen mellan Tyskland och Frankrike. 1709 förvärvade Engwiller en tomt med hus vid Mäster Samuelsgränden (dagens Mäster Samuelsgatan) i kvarteret Gripen där Åhléns City nu står. Den tidigare ägaren var också färgare och hette Jakob Liebe (död 1713).
När Jacob Engwiller avled 1717 övertog hans hustru Margareta verksamheten i väntan på att sonen Johan Mauritz skulle bli behörig färgarmästare. Färgeriet var ett skrå och bara mästare fick driva egen verksamhet. Mauritz Engwiller fick privilegium 1728. Varför just hans färgeri kallades Den Blå Hand och när namnet första gången användes är inte känt. Möjligtvis var det redan Jakob Liebe som med en skylt, visande en blå hand, ville göra uppmärksam på sin verksamhet.
Känt är att namnet Den Blå Hand användes i samband med Klarabranden 1751. Branden utbröt den 8 juni 1751 när Engwillers gesäll, Anton Goldkuhl, smälte harts och gummi arabicum för att behandla tyger som annars inte skulle ta färg. När han lade tyget i den brandfarliga blandningen flammade elden upp och spred sig snabbt i den rådande blåsten. Branden fick ett dramatiskt förlopp och härjade en stor del av dåtidens bebyggelse på Norrmalm. 221 gårdar blev totalförstörda och Klara kyrka skadades svårt. Branden spred sig ända till Södermalm och räknas till de våldsammaste som drabbat Stockholm.
Gesällen Goldkuhl dömdes till dryga böter alternativt arrest på vatten och bröd i 28 dagar. Redan i oktober 1751 ansökte Engwiller om bygglov för en ny byggnad i kvarteret Gripens nordöstra hörn (dagens Mäster Samuelsgatan 55). Ritningen, signerad av murmästaren Erik Roos, visar ett stort bostadshus i sten och i två våningar jämte ett stall med mangelhus. Mauritz Engwiller avled i augusti 1763 i en ”vådlig händelse”. 1767 dog även hans hustru.
År 1768 förvärvades fastigheten av färgaren Andreas Unfraun eller Unfrom (1723–1782) som var en släkting till Engwiller. Släkten Unfraun kom till Sverige i mitten av 1700-talet med Anders Unfraun, född i Klaipėda i nuvarande Litauen. 1770 ansökte han att om bygglov för ett nytt färgeri ”uti Mäster Samuels gränd eller den så kallad Blå Hand” som murmästaren Johan Wilhelm Henric Elies förklarade på ritningen. Av ritningen att döma rörde sig projektet mer om en tillbyggnad av Engwillers hus. Unfrauns verksamhet gick mycket bra och var på 1770-talet med 16 medarbetare (därav 13 utländska gesäller) det största i Stockholm. Hans rörelse bedrevs fabriksmässig och han titulerade sig "fabriqueur". Unfraun avled den 13 december 1782 i ett slaganfall, 59 år gammal.

## Färgeriets vidare öden i kvarteret Gripen

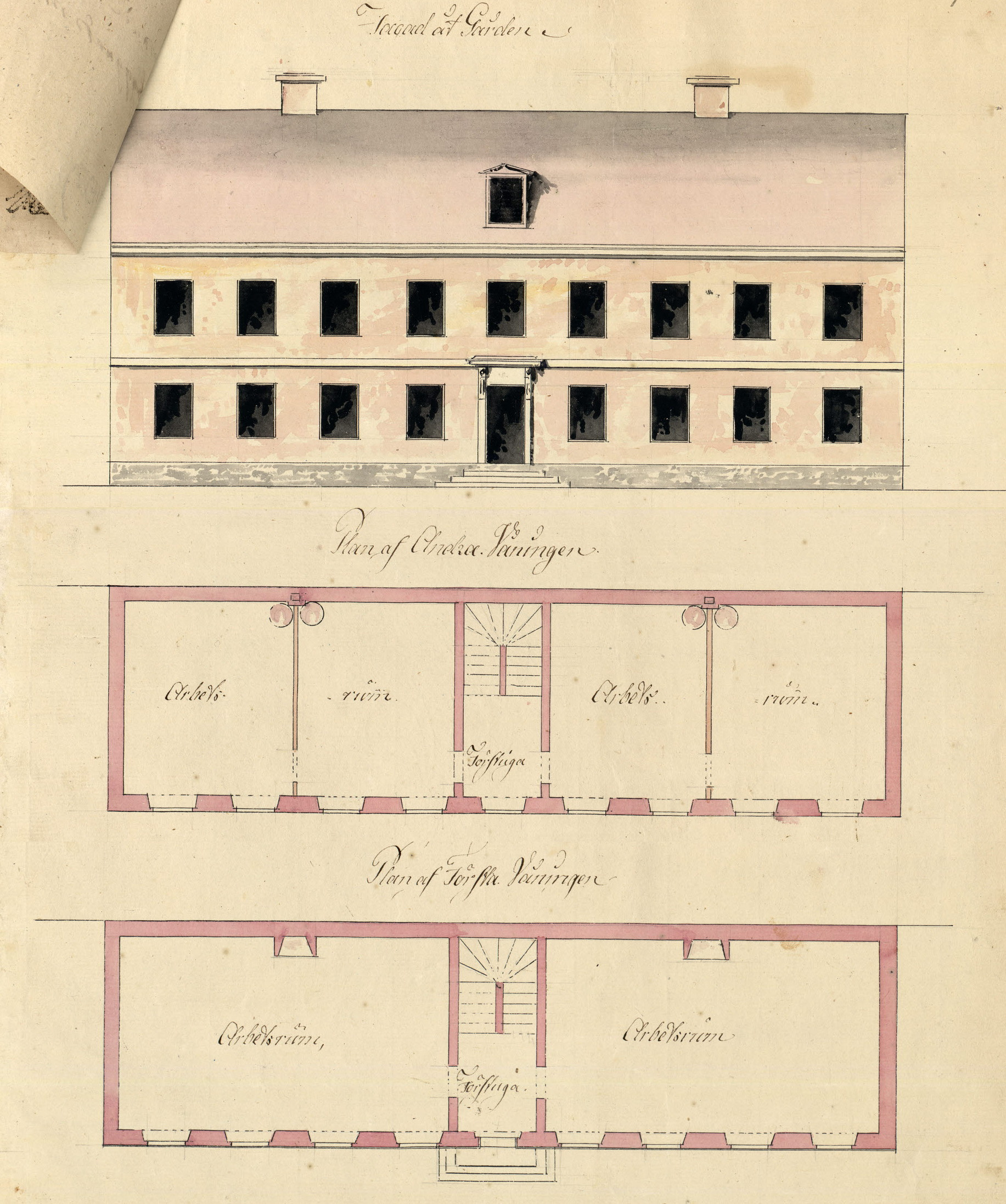
Nybyggnad för Hiessleiters färgeri 1818.

Efter färgaren Andreas Unfraun fortsatte verksamheten i kvarteret Gripen där den omnämns 1795 i den tidningsartikel som "Färgeriet Blåhand". Ägare till fastigheten var från 1790 kyrkoherde Fredrik Wittingh vilken gift sig med Anders Unfrauns änka Christina Elisabeth Collvin.
Själva färgerirörelsen ska dock vid denna tid innehafts av fabrikören Gottlieb Pfau vilken 1805 etablerade en ny verksamhet under namnet "Nya Blå Hand" i sin egen fastighet Uggleskansen 44 vid Clara Bergsgränd (kvarteret låg vid nuvarande Klarabergsgatan och försvann på 1870-talet när Centralstationen anlades) intill Klara sjö. Samma år övertogs färgeriet i fastigheten nr 26, Mäster Samuelsgränd (sedermera Mäster Samuelsgatan 51) av färgarmästaren Adolph Hennig som annonserade att här skulle ylle, linne och bomull färgas, manglas, pressas och glättas. Därefter existerade Gamla och Nya Blå Hand parallellt under några år.
Efter den nye makens död 1811 sålde Christina Elisabeth Collvin fastigheten ("kallad gamla Blåhand”) i kvarteret Gripen 1813 till färgare och fabrikör Abraham Jakob Hiessleiter. Han tecknade 1816 en brandförsäkring för en nyuppförd färgeribyggnad i sten ”samt med mycken kostnad reparerat sjelfva våningshuset äfvensom den öfriga åbyggnaden”. I försäkringsbrevet beskrivs själva den nyuppförda färgeribyggnaden som ”…den en är med mur åtskild och inredd till färgeri; består på nedra botten med en alns murar och 5 alnars höjd af ett färgerihus med stengolf, spis och metallmutter, en liten ugn med järnhäll ett väggfast skåp och bjelkar i taken; öfver en del af hanebjelkarnes wind ett kontor. Så öfver denna som den nyss beskrivna delen af huset brutet taklag täckt med tegel och åt gårdssidan öfver färgeriet utgå en del af taklaget som är inrett till torkställning”.
Av den fortsatta beskrivningen framgår att gårdsbebyggelsen vid tiden utgjordes av tre huskroppar: en halvrund stenbyggnad med mangel och hästgång, ett stall samt en byggnad med utrymme för appretur, vagnhus, stall, blåhus med två kopparkypar och mangelbod. Övervåningen var bland annat inredd till torkrum och ett färgstoffmagasin.
År 1818 lät Hiessleiter även uppföra en byggnad i sten i två våningar på intilliggande fastigheten Gripen 9. Det nya huset placerades med huvudfasaden gården och innehöll enligt ritningen flera arbetsrum. 1821 var han en av de första i Sverige att introducera gasbelysning och centralvärme i sin fabrik. I en annons från januari 1839 uppgav han ”vördsammast” att ta emot färgning av alla slags bomulls-, ylle- och silkesvaror. Hiessleieter avled 1857. Hans änka sålde fastigheten samma år till grosshandlare David Isaac Hirsch (1814–1878). Carl Joseph Carlson övertog samtidigt själva rörelsen ”Gamla Blå Hand”. Denne gick emellertid i konkurs redan 1861.

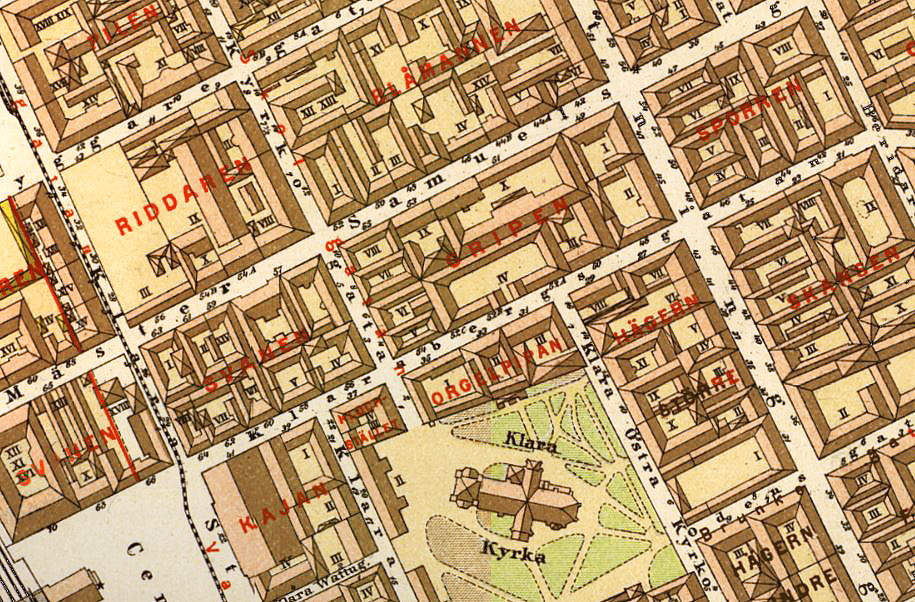
Kvarteret Gripen 1885.

Fastigheten hade ungefär samtidigt åter bytt ägare. 1860 inköptes den av ornamentbildhuggare Karl Henrik Fredrik Martin Ahlborn. Han hade storvulna planer för tomten ”där under mer än ett århundrade färgeri bedrivits”. Enligt nybyggnadsritningarna skulle den befintliga bebyggelsen i sin helhet rivas och ersättas av en fem våningar hög nybyggnad. Denna skulle omsluta gården och mot Mäster Samuelsgatan delvis följa gatulinjen med två sidoflyglar, en i öster och en i väster. Gårdsrummet skulle därigenom ha direktkontakt med gatan genom den fria passagen mellan flyglarna. De putsade fasaderna var enligt ritningarna försedda med en för tiden ganska överdådig ornamentik. I gårdens centrum planerades två fontäner. 1861 inleddes byggnadsarbetena vilket innebar att Blå Hands färgeribyggnader åt gården revs.
Nybyggnaden skulle, förutom bostadslägenheter, innehålla en större praktvåning för festliga tillställningar, utställningar med en större konsertsalong (se Walhalla-salongen), måleriateljéer, fotoateljé samt i bottenvåningen badrum. Denna första etapp av nybyggnadsprojektet var klar hösten 1862. Ahlborns finanser försämrades under de följande åren och projektet med flyglarna åt Mäster Samuelsgatan fullföljdes aldrig. Detta innebar att den äldre gatubebyggelsen kom att bli kvar.
Färgerirörelsen Blå Hand hade efter Carlsson konkurs 1861 övertagits av färgare och fabrikören Henning Strömmert från Vimmerby. De stundande nybyggnadsplanerna gjorde att han i en tidningsannons 1863 sökte ”köpa eller arrendera ett färgeri inrett med valkverk och beläget uti en folkrik trakt på landet eller i stad där arbete kan påräknas”. 1865 sålde Strömmert Blå Hand till färgaren Wilhelm Brolin och återvände till sin hemstad.

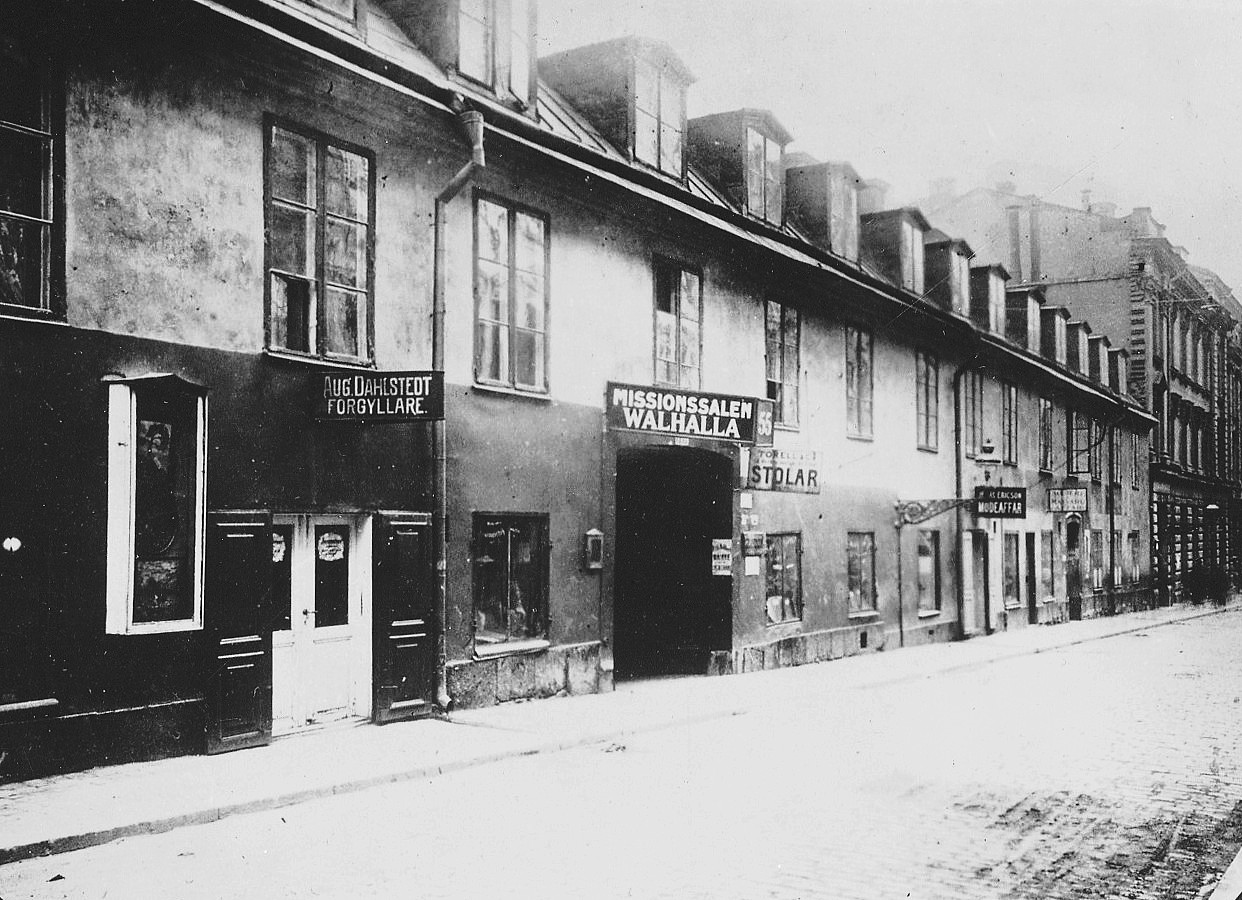
Mäster Samuelsgatan 51 (nuv 55–59) byggd 1751 för färgaren Mauritz Engwillers "Blå Hand", foto från 1924.

Gamla Blå Hand fanns således kvar vid Mäster Samuelsgatan men troligtvis i mycket mindre skala än tidigare. År 1883 övertog Alfred Sjöblom & Komp:s Skönfärgeri och Kemiska Tvättanstalt (etablerad 1868) verksamheten vilken nu hette "Färgboden Gamla Blå Hand". Den dåvarande fastighetsägaren byggmästare Lars Magnus Elfling ansökte samma år att få uppföra ett nytt gathus längs med hela tomten mot Mäster Samuelsgatan efter ritningar av Oskar Erikson. Även detta jättelika bygge, vilket skulle innehålla bostäder och affärer, utfördes bara delvis. Man började att bygga på tomtens nordvästliga del som utmed gatan var obebyggd. Av någon anledning avstannade sedan byggnadsarbetet. Byggnaden revs 1958.
Nybyggnadsplanerna i kvarteret aktualiserade åter att färgeriverksamheten behövde flytta. 1885 annonserade man efter att omgående få hyra ett större bomullsfärgeri i staden eller i dess omedelbara närhet. 1888 flyttade Alfred Sjöblom färgeriboden Gamla Blå Hand från Mäster Samuelsgatan 51 till Holländargatan 7. Därmed avslutades Blå Hands långa färgeriverksamhet i kvarteret Gripen.
År 1897 inköpte Stockholms fria missionsförsamling (se Missionskyrkan Valhalla) fastigheten. De forna nöjeslokalerna återinvigdes kort därefter som ”Missionssalen Valhalla”. En nybyggnad för missionskyrkan 1924 innebar att den nordöstra delen av färgare Engwillers byggnad från 1751 revs. Den andra delen stod kvar till 1961 då den också revs för att göra plats för varuhuset Åhléns City, ritat av arkitektkontoret Backström & Reinius och invigd den 9 september 1964.